# (8982) Орешек
(8982) Орешек (лат. Oreshek) — типичный астероид главного пояса, открыт 25 сентября 1973 года советским астрономом Людмилой Журавлёвой в Крымской астрофизической обсерватории и 26 июля 2000 года назван в честь крепости Орешек.

## Обнаружение и именование
(8982) Орешек
Открыт 25 сентября 1973 года в Крымской астрофизической обсерватории Л. В. Журавлёвой.
Орешек — древняя русская крепость, построенная в 1323 году. С 1612 по 1702 год она находилась во владении Швеции. Затем Пётр Великий отвоевал его для России. Это уникальный архитектурный и исторический памятник.
Оригинальный текст (англ.)8982 Oreshek
Discovered 1973 Sept. 25 by L. V. Zhuravleva at the Crimean Astrophysical Observatory.
Oreshek is an ancient Russian fortress built in 1323. From 1612 to 1702 it was in the possession of Sweden. Peter the Great then recaptured it for Russia. It is a unique architectural and historical monument.
Источники: 20000726/MPCPages.arc; M.P.C. 41029.

## Орбита

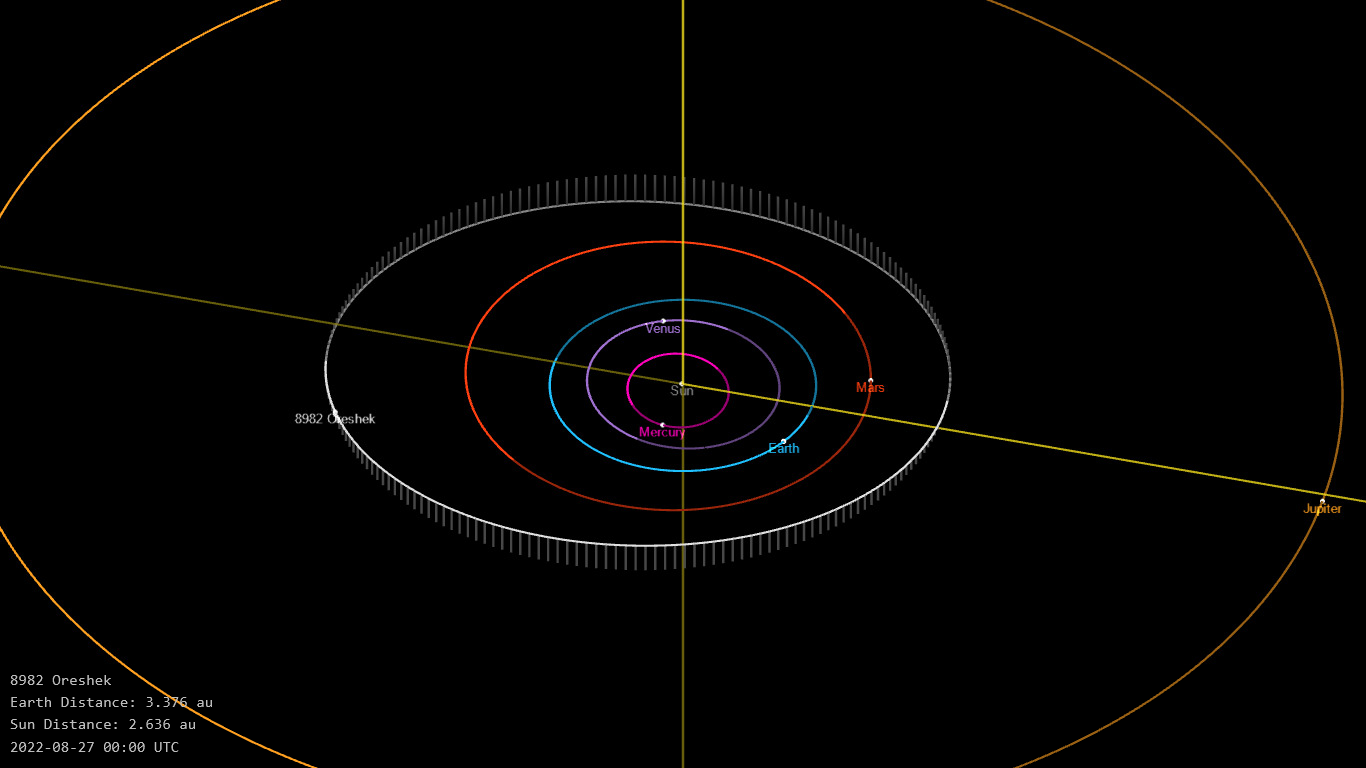
Орбита астероида Орешек и его положение в Солнечной системе

## Физические характеристики
Астероид относится к таксономическому классу V.
По результатам наблюдений системы телескопов панорамного обзора и быстрого реагирования Pan-STARRS, наблюдений системы последнего оповещения о столкновении астероида с Землей ATLAS и наблюдений в рамках миссии Gaia абсолютная звёздная величина астероида сначала оценивалась равной 14,37±0,82m, позже — 13,47±0,145m и 13,09±0,63m.